# Portela do Fojo - Machio
Portela do Fojo - Machio é uma freguesia portuguesa do município de Pampilhosa da Serra, com 52,8 km² de área e 452 habitantes (censo de 2021). A sua densidade populacional é 8,6 hab./km².

## História
Foi constituída em 2013, no âmbito de uma reforma administrativa nacional, pela agregação das antigas freguesias de Portela do Fojo e Machio, tendo sede em Portela do Fojo.

## Demografia
A população registada nos censos foi:
| Distribuição da População por Grupos Etários | Distribuição da População por Grupos Etários | Distribuição da População por Grupos Etários | Distribuição da População por Grupos Etários | Distribuição da População por Grupos Etários | Distribuição da População por Grupos Etários |
| -------------------------------------------- | -------------------------------------------- | -------------------------------------------- | -------------------------------------------- | -------------------------------------------- | -------------------------------------------- |
| Antes da agregação                           |                                              |                                              |                                              |                                              |                                              |
| Ano                                          | 0-14 anos                                    | 15-24 anos                                   | 25-64 anos                                   | >= 65 anos                                   | Total                                        |
| 2001                                         | 43                                           | 31                                           | 303                                          | 341                                          | 718                                          |
| 2011                                         | 19                                           | 33                                           | 176                                          | 279                                          | 507                                          |
| Após a agregação                             |                                              |                                              |                                              |                                              |                                              |
| Ano                                          | 0-14 anos                                    | 15-24 anos                                   | 25-64 anos                                   | >= 65 anos                                   | Total                                        |
| 2021                                         | 13                                           | 12                                           | 154                                          | 273                                          | 452                                          |